# Улица Богдана Хмельницкого (Иркутск)
Улица Богда́на Хмельни́цкого (до 1872 года — 5-я Солда́тская, до 1920 года — База́новская) — улица в Правобережном округе города Иркутска. Находится в центральной части исторического центра. Идёт на юго-восток от улицы Карла Маркса, пересекается с Пионерским переулком и улицей Дзержинского. Заканчивается, упираясь в улицу Тимирязева.

## История
Улица 5-я Солдатская возникла в Иркутске после 1726 года. Тогда в город для укрепления городского гарнизона прибыл солдатский полк. Чтобы его разместить, пришлось за палисадом отстроить казармы. Это дало рождение новой слободы — Солдатской. Впоследствии на её месте образовалось шесть Солдатских улиц.
В 1872 году 5-я Солдатская была переименована в Базановскую улицу в честь иркутского купца и мецената Ивана Базанова, но название не особо прижилось.
Во время Великого Иркутского пожара 1879 года улица одна из первых была поглощена огнём. Все постройки сгорели. Дома и здания сооружались вновь.
В 1920 году улицу 5-ю Солдатскую переименовывают в Богдана Хмельницкого — в честь гетмана Украины. Часть улицы (210 метров), которая примыкала к Крестовой горе, стала вновь образованной улицей. Её назвали улица Борцов Революции.
В 2009 году два старейших деревянных здания улицы были полностью реставрированы. В одном из них разметился филиал Дома детского творчества № 1.
В 2009—2010 гг. был проведён капитальный ремонт улицы Богдана Хмельницкого. Её вновь асфальтировали, были выровнены тротуары, поставлены скамейки и ограждены насаждения. Однако весной 2012 года на загруженных участках дороги образовались проблемные места.

## Транспорт
На улице имеется только один остановочный пункт общественного транспорта. Он находится в нескольких метрах от пересечения с улицей Дзержинского. Здесь останавливаются маршруты № 6 (до «Нефтебазы»), 39 (до Батарейной), 124 и 126 (до Шелехова).

## Здания и сооружения
- № 2 — МУП «Городской инженерно-геодезический центр».
- № 3 — иркутский филиал РГТЭУ.
- № 3 «Б» — «Культурный центр Александра Вампилова»[7].
- № 26 — деревянный двухэтажный дом XIX века; памятник истории и архитектуры города. В нём располагается «Модная мастерская в усадьбе Бродских» (филиал Дома детского творчества № 1).
- № 26 — деревянный одноэтажный дом XIX века; памятник истории и архитектуры города.
- № 36 — головной офис медиахолдинга «АС Байкал ТВ», главная база корреспондентского пункта, технический и передающий центры компании.